# Curtis (album)
Pour les articles homonymes, voir Curtis.
Albums de 50 Cent
The Massacre
(2005) Before I Self Destruct
(2009)
Singles
1. Amusement Park
Sortie : 8 mai 2007
2. Straight to the Bank
Sortie : 29 juin 2007
3. I Get Money
Sortie : 30 juin 2007
4. Ayo Technology
Sortie : 31 août 2007
5. I'll Still Kill
Sortie : 4 décembre 2007

Curtis est le troisième album studio de 50 Cent, sorti le 11 septembre 2007.
L'album contient des productions de Dr. Dre, d'Eminem, Timbaland et plusieurs autres producteurs. 50 cent a aussi invité plusieurs artistes comme Akon, Justin Timberlake, Nicole Scherzinger ainsi que d'autres musiciens notables. Les critiques ont noté que le rappeur avait divisé son album entre des chansons « dures » et « douces ». Curtis a connu un succès commercial significatif, vendant 691 000 copies dès sa première semaine de sortie. C'est la plus grande vente d'un album de rap East Coast depuis l'album Kingdom Come de Jay-Z qui en a vendu 680 000. La concurrence de vente d'album avec Graduation de Kanye West était considéré comme « un grand jour pour le hip-hop ».
L'album, qui s'est classé 2e au Billboard 200, au Top R&B/Hip-Hop Albums et au Top Internet Albums, a été certifié disque de platine avec plus d'un million d'exemplaires aux États-Unis

## Liste des titres
| No  | Titre                                                                                      | Auteur                                                      | Contient un (des) sample(s) de                                                                             | Durée |
| --- | ------------------------------------------------------------------------------------------ | ----------------------------------------------------------- | --- | ----- |
| 1.  | Intro                                                                                      |                                                             | Dialogue entre Andrew Howard et Matthew Rhys extrait du film Shooters                                      | 0:50  |
| 2.  | My Gun Go Off (Produit par Adam Deitch et Eric Krasno)                                     | Adam Deitch, Eric Krasno, Derick Prosper                    | Lose Yourself d'Eminem                                                                                     | 3:12  |
| 3.  | Man Down (Produit par Detroit Red et Don Cannon)                                           | Ben Raleigh, Don Cannon, J. Powell, David Mook              | The New Scooby-Doo Movies de Hoyt S. Curtin                                                                | 2:49  |
| 4.  | I'll Still Kill (featuring Akon – Produit par DJ Khalil)                                   | Aliaune Thiam, Khalil Abdul-Rahman, Brooks Honeycutt        | | 3:43  |
| 5.  | I Get Money (Produit par Apex)                                                             | Kirk Robinson, William Stanberry                            | Top Billin' d'Audio Two I'm a Hustla de Cassidy                                                            | 3:43  |
| 6.  | Come & Go (featuring Dr. Dre – Produit par Dr. Dre)                                        | Terry Lewis, J. Harris, Andre Young                         | Just Be Good to Me du S.O.S. Band                                                                          | 3:28  |
| 7.  | Ayo Technology (featuring Justin Timberlake et Timbaland – Produit par Timbaland et Danja) | Tim Mosley, Justin Timberlake, Nate Hills                   | I Wanna Rock de Luke SIDPLYL006.wav d'Ueberschall                                                          | 4:07  |
| 8.  | Follow My Lead (featuring Robin Thicke – Produit par Tha Bizness)                          | C. Whitacre, Josh Henderson                                 | | 3:17  |
| 9.  | Movin' on Up (Produit par Jake One)                                                        | Freddie Perren, Leon Ware, Christine Yarian, Jacob Dutton   | Do It Baby des Miracles Give Me Just Another Day des Miracles Nuttin' but a Drumbeat... de Russell Simmons | 3:24  |
| 10. | Straight to the Bank (Produit par Ty Fyffe et Dr. Dre)                                     | Ty Fyffe, A. Young                                          | | 3:10  |
| 11. | Amusement Park (Produit par Dangerous LLC)                                                 | Teraike Crawford, A. R. Hatchett, Hailey Campbell           | Entrance of the Gladiators de Julius Fučík                                                                 | 3:09  |
| 12. | Fully Loaded Clip (Produit par Havoc)                                                      | Kejuan Muchita                                              | | 3:13  |
| 13. | Peep Show (featuring Eminem – Produit par Eminem)                                          | Jeff Bass, Marshall Mathers, Mike Strange, Tony Campana     | | 3:52  |
| 14. | Fire (featuring Young Buck et Nicole Scherzinger – Produit par Dr. Dre)                    | S. Jordan, A. Young, Dawaun Parker, Nikki Grier, S. Garrett | | 2:49  |
| 15. | All of Me (featuring Mary J. Blige – Produit par Jake One)                                 | Jacob Dutton                                                | | 3:51  |
| 16. | Curtis 187 (Produit par Havoc)                                                             | Kejuan Muchita                                              | | 3:57  |
| 17. | Touch the Sky (featuring Tony Yayo – Produit par K-Lassik Beats)                           | Marvin Bernard, Jason Harrold, Keyon Harold                 | | 3:10  |

| 18. | Hustler's Ambition (Produit par B-Money « B$ »)                                                         | Curtis Jackson             | I Need You de Maze   | 3:57 |
| 19. | Smile (I'm Leavin') (Produit par K-Lassik Beats)                                                        | Carole Sager, Kenny Ascher | With You des Moments | 4:29 |
| 20. | I Get Money (Forbes 1,2,3 Remix) (Japan Bonus Track Only) (featuring Diddy et Jay-Z – Produit par Apex) |                            |                      | 4:33 |